# Mimagyrta chocoensis
Mimagyrta chocoensis là một loài bướm đêm thuộc phân họ Arctiinae, họ Erebidae.